# 鹰色小菇
鷹色小菇（學名：Mycena aetites），是小菇屬的一種真菌。1838年，瑞典真菌學家埃利亚斯·芒努斯·弗里斯首次將其描述為Agaricus aetites，1872年Lucien Quélet將其命名為現在的名稱。這種罕見的真菌是在歐洲發現的。

## 特徵描述

### 巨觀結構
菌帽呈灰褐色，中心顏色較深，最初呈圓錐形，成熟後漸平而變成鐘形，直徑可達2（0.8英寸）。 菌柄有粉紅色頂端，下方無毛。

### 相似物種
類似的物種是溝紋小菇，該種通常生長在樹林中，其菌褶緣囊狀體明顯尖銳的頸。

### 食用狀況
本種被認為不可食用。 它的味道不明顯，還有淡淡的蘿蔔氣味。

## 生態分佈
本種生長在溫帶生態系中腐爛的木材和木質殘骸上。